# 丸毛利恒
丸毛 利恒（まるも としつね、嘉永4年12月28日（1852年1月19日） - 明治38年（1905年）8月6日）は、幕末の幕臣で、彰義隊隊士。幼名、貞三郎。通称は士常。靫負（ゆきえ）とも。明治以後は牛之助、破魔雄。雅号として樵村、樵峰、樵廼屋主人などと名乗る。

## 経歴
旗本・大草弥三郎の三男として江戸に生まれ、安政5年（1858年）2月に旗本・丸毛彦三郎の養子となる。剣術（心形刀流・小野派一刀流）・槍術（大島刀流）・馬術（高麗八条流）・柔術（揚心流）を学び、軍艦操練所に入所して科学・数学・洋兵学、さらに講武所で砲術を学び、元治元年（1864年）6月、別手組隊士となる。慶応2年（1866年）、第二次長州征伐の際には伊予方面に出陣したが、徳川家茂薨去により江戸へ戻った。慶応3年（1867年）に奥詰銃隊へ選抜されて7月に上洛して徳川慶喜の警護を務める。
鳥羽・伏見の戦いでは、慶喜の護衛として大坂城に待機。敗戦にともない江戸へ帰還して、江戸開城が決まると奥詰銃隊を脱走。彰義隊に加わって組頭格に就く。上野戦争では伝令役を務めて諸戦において奮戦する。上野戦争敗走後、海軍副総裁・榎本武揚率いる旧幕府軍とともに蝦夷地へ渡り、今度は箱館戦争に身を投じる。箱館では彰義隊差図役頭取、後に五稜郭本営詰めとなる。新政府軍が蝦夷地へ上陸すると敵陣である七重浜襲撃に積極的に参加した。
降伏後の謹慎中、明治3年（1870年）3月までに箱館戦争の記録として、『北洲新話』を書き上げる。同年4月に静岡藩預かりとなり釈放。明治政府に出仕した後、横浜税関、農商務省などに勤務。後に横浜毎日新聞記者、秀英舎監事の職を得る。また後に台湾総督府税関へも出張。
明治38年（1905年）8月6日、東京の自宅で病死。享年55。
著書に『北洲新話』、『感旧私史』、『樵村雑録』など。

## 家族
娘たちは、古河電気工業専務の荻野元太郞、佐々木指月、水野葉舟にそれぞれ嫁いだ。